# Diplonotos inornatus
Diplonotos inornatus is een mosdiertjessoort uit de familie van de Bifaxariidae. De wetenschappelijke naam van de soort is, als Sclerodomus inornatus, voor het eerst geldig gepubliceerd in 1981 door Hayward.